# Frank Domayo
Frank Raymond Domayo (ur. 16 lutego 1993 w Dar es Salaam) – tanzański piłkarz grający na pozycji ofensywnego pomocnika. Od 2023 jest zawodnikiem klubu Namungo FC.

## Kariera klubowa
Swoją karierę piłkarską Domayo rozpoczął w klubie JKT Ruvu Stars. W 2010 roku zadebiutował w nim w tanzańskiej pierwszej lidze. W 2012 roku przeszedł do Young Africans SC. W sezonie 2012/2013 wywalczył z nim mistrzostwo, a w sezonie 2013/2014 wicemistrzostwo Tanzanii. W 2014 roku przeszedł do Azam FC, w którym grał do końca 2022 roku. Wraz z Azam wywalczył trzy wicemistrzostwa kraju w sezonach 2014/2015, 2015/2016 i 2017/2018 oraz zdobył Puchar Tanzanii w sezonie 2018/2019. Na początku 2023 przeszedł do Namungo FC.

## Kariera reprezentacyjna
W reprezentacji Tanzanii Domayo zadebiutował 26 maja 2012 roku w zremisowanym 0:0 towarzyskim meczu z Malawi, rozegranym w Dar es Salaam. W 2019 roku powołano go do kadry na Puchar Narodów Afryki 2019. Zagrał w nim w dwóch meczach grupowych: z Senegalem (0:2) i z Kenią (2:3).